# Агресия
 Тази статия е за психологическото понятие.  За понятието в международното право вижте Агресия (престъпление).  
Агресията е понятие в психологията и психопатологията, с което се означава регистър от поведения, насочен към нанасяне на вреда на другия или на себе си. Джеймс Долард дефинира агресията, като „отговор, имащ за цел увреждане на жив организъм“. Карл Шейвър я определя, като „преднамерено действие, насочено към увреждане на друго лице“. Тези действия или отговори могат да бъдат несъзнателни или съзнателни. Инстинктивният характер на агресивността се подкрепя от Зигмунд Фройд и Конрад Лоренц. Вторият обосновава схващанията си от етиологически позиции, тоест на базата на изследване на животни. Неговата „хидравлична теза“ характеризира агресията, като непрекъснато зараждаща се в организма и по този начин неизбежна.
В този смисъл се различават две основни форми: хетероагресия (или алоагресия), когато това поведение е насочено извън себе си, и автоагресия, когато е насочено към самия себе си.
В терминологията на Десетата ревизия на Международната класификация на болестите първото се отбелязва като „нападение“, а второто като „себенараняване“ (себеувреждане).
- Автоагресията може да бъде истинска или бутафорна. Истинското себеувреждане, от своя страна, се извършва основно по психотични мотиви, т.е.в рамките на психотично разстройство. В случаите на шизофренна психоза, самонараняването обикновено е предизвикано от налудности, наречени дисморфофобни, при които болните са безкритично убедени, че определени части от тялото им са деформирани. Също така самонараняване е възможно и в случаи, когато болните имат интензивни „императивни“ слухови халюцинации, които им „заповядват“ да сложат край на живота си.
При афективни психози себеувреждащото поведение е свързано с т.нар. психотична, или налудна депресия. При това състояние пациентите споделят преживявания за вина и обреченост (налудност на Ахасфер) или нихилистични налудности. Последните, в своя краен вариант, се представят като синдром на Котар, когато болните са налудно убедени в това, че техните вътрешни органи не функционират. Затова отказват да се хранят и прибягват до опити за самоубийство.

- Хетероагресията, от психологична гледна точка, може да се разглежда като явление на индивидуалното развитие. В началото на своето развитие, човекът използва предимно физическа агресия, която е близка на архаичните модели в еволюцията. [4] На следващия етап се научава да борави с вербалната агресия, за която цел си служи с „втората сигнална система“ и накрая култивира социално агресията си под формата на т.нар. индиректна агресия.[5]

## Преносно значение
Нападателна постъпка, както нападателно поведение в ежедневието, също се определят като агресия. Чест проблем в образователната система, наблюдаван в детството и юношеството на учениците, са проявите на нетолерантност и агресия.